# So long ! (드라마)
《So long !》(소 롱!, ソー ロング !))은 닛폰 TV에서 2013년 2월 12일과 2월 13일에 방영된 일본의 스페셜 드라마이다. AKB48의 팀 A(제1야), 팀K(제2야), 팀B(제3야)의 멤버가 출연하는 1화 완결 드라마이며 3부작으로 방영됐다.

## 개요
“당신은 AKB48로 울수 있습니까?”(あなたはAKB48で泣けますか。)의 컨셉트를 토대로 기쁨의 눈물, 슬픔의 눈물, 화남의 눈물, 행복의 눈물 등, 눈물이 도는 이야기로 구성된다.
드라마를 보고 울었는지를 전화로 집계해서 가장 전화 수가 많았던 드라마를 ‘가장 많이 울었던 드라마’(一番泣けたドラマ)로 결정한다. 각각의 본편 종료 직후에 방송 내에서 안내하며, 공식 사이트에 전용 전화버호가 발표되며, 드라마를 보고 ‘울었다’는 시청자에게 받은 전화 투표를 모은다(전화 접수 기간은 각각의 드라마 종료 후 23시간 이내). 결과는 공식 사이트에서 2013년 2월 17일 밤 9시에 발표됐으며, 참가자 중에서 추첨하여 10명에게 출연자 사인이 담긴 방송 프로그램 오리지널 포스터를 받게 된다. 투표 결과, 제3야(팀B)가 최다 득표를 얻었다.
전화 투표는 별개로 제3야 방송 직후에 생방송되는 “AKBINGO!” 내에서 데이터 방송을 이용한 시청자 투표 기획 ‘멋대로 AKB 드라마 총선거’(勝手にAKBドラマ総選挙)가 진행됐으며, 최우수여우상과 최우수작품상을 결정한다. 우승한 팀에게는 2013년 4월부터 닛폰 TV에서 방영된 후쿠다 유이치 감독 · 각본의 코미디 작품의 출연권이 주어졌다. 투표 결과, 최우수여우상으로 시마자키 하루카, 최우수작품상으로 제3야(팀B)가 선택됐다.
우승한 팀B의 포상 방송은 2013년 4월 14일부터 6월 30일까지 매주 일요일 토요일 심야 시간대인 일요일 새벽 1시 20분 ~ 1시 50분에 방영된 “새터데이 나이트 차일드 머신”(サタデーナイトチャイルドマシーン)으로 결정됐다.

## 등장 인물

### 제1야 (팀A)
- 와타나베 마유 : 카와카미 후타바(川上 双葉) 역 (2005년 시절 : 이시이 모모카) - 주인공, 사쿠라노다이고등학교 2학년 A반, 2013년 방송부 부원
8년 전에 친구로 믿었던 사에와 어긋난 것으로 인해서 친구를 만드려고 하지 않는 고독한 소녀이며, 언제나 방송실에서 혼자 있는 것과 발레를 열심히 하는 것을 마음의 지주로 삼고 있다. 나오즈미의 카세트 테이프를 발견하고 나오즈미와 카세트 테이프를 사용해서 대화하는 중에 그에게 마음을 기대게 된다.
- 시노다 마리코 : 하라 키리에(原 樹里絵) 역 - 후타바의 발레 강사, 후타바의 전 여자친구
사고로 발을 다친 과거를 가지고 있다.
- 스가 켄타 : 모리사와 나오즈미(森沢 直澄) 역 - 사쿠라노다이고등학교 학생, 2005년 방송부 부원
비밀스럽게 고백 연습해서 녹음한 카세트 테이프를 8년 후에 후타바가 발격한다. 졸업 앨범에는 사진이 있지는 않다.
- 타카하시 미나미 : 코가 아카네(古賀 茜) 역 - 사쿠라노다이고등학교 근무, 후타바가 있는 2학년 A반 담임이자 영어 교과 담당
8년 전, 내년도의 교생실습으로 사쿠라노다이고등학교에 방문할 예정인 것을 테루오가 말하고 있다.
- 요코야마 유이 (NMB48 팀N 겸임) : 츠다 토모에(津田 朋絵) 역
- 카와에이 리나 : 마키노 리코(牧野 理子) 역
- 이리야마 안나 : 미야우치 유키(宮内 夕希) 역
- 타노 유카 : 이노우에 마코(井上 真子) 역 - 키리에의 발레 교실 학생
- 오스기 렌 : 스즈키 태루오(鈴木 照男) 역 - 사쿠라노다이고등학교 근무, 사회 교과 담당, 방송부의 고문
후타바와 나오즈미를 방송부에 입부시켰다.

#### 그 외의 출연자
- 팀A: 이즈타 리나, 이와타 카렌, 키쿠치 아야카, 코타니 리호(NMB48 팀N 겸임)[주 3], 코바야시 마리나, 사토 스미레, 타카하시 쥬리, 나카츠카 토모미, 나카마타 시오리, 니토 모에노, 마츠이 사키코, 모리카와 아야카
- 니시하라 노부히로, 모토하시 유카, 코지마 이치카, 요네야마 미쿠, 히라타 사오리(도쿄시티 발레단), 코토 마이(도쿄시티 발레단), 마츠모토 카오리(도쿄시티 발레단)
- A-Team academy, 오션즈, 글로벌 엔터테인먼트 컬리지

### 제2야 (팀K)
- 오시마 유코 : 쿠라바야시 미호(倉林 美帆) 역 (13년 전 : 하타 메이) - 주인공, 1990년 7월 21일생, 오요학원 음악대학 피아노과 4학년
꿈이였던 프로 피아니스트를 포기하고 취직 활동을 하지만 생각만큼 잘 되지 않는다.
- 마츠이 쥬리나 (SKE48 팀S 겸임) : 쿠라바야시 츠바사(倉林 翼) 역 (13년 전 : 쿠리모토 유키) - 미호의 여동생
생가에서 엄마와 아츠코와 함께 미호의 피아노 콩쿠르를 보리 위해서 상경해왔다. 미화와는 대조적으로 양기나 자유분방하지만 천진난만하다. 이해못할 행동이 드문드문 보이지만 그것은 이유가 있었다.
- 혼고 카나타 : 오카지마 와타루(岡島 亘) 역 - 미호의 남자친구
츠바사와 공통된 화제로 연락을 주고받다가 차차 사이 좋아지게 된다.
- 이타노 토모미 : 토키가와 아이(都幾川 愛) 역
- 키타하라 리에 (SKE48 팀S 겸임) : 히가시 카나코(東 加奈子) 역
- 쿠라모치 아스카 : 마츠키 치하로(松木 千春) 역 - 오요학원 음악대학 피아노과 4학년, 미호와 사이 좋은 친구
- 타카하시 히토미 : 쿠라바야시 아츠코(倉林 淳子) 역
- 남편이 사망하고나서 미호와 츠바사를 혼자 키워왔다. 미호에게는 츠바사의 실명을 숨기고 있었다.

#### 그 외의 출연자
- 팀K : 아키모토 사야카, 아베 마리아, 우치다 마유미, 코바야시 카나, 사토 아미나, 시마다 하루카, 스즈키 시호리, 치카노 리나, 나가오 마리야, 나카타 치사토, 나카야 사야카, 후지타 나나, 마에다 아미, 마츠바라 나츠미, 미야자키 미호, 무토 토무
- 이케다 미노루, 이노우에 츠바사, 콘노 소류
- A-Team academy, 베스타, 글로벌 엔터테인먼트 컬리지

### 제3야 (팀B)
- 시마자키 하루카 : 하시모토 아스카(橋本 飛鳥) 역 - 주인공, 오카여자학원 3학년 B반
반에서는 뜬 존재이며, 반 학생들과는 일정 거리를 두고 있다. 휴대 전화 소설로 “달이 없는 하늘을 나는 새”(月のない空に飛ぶ鳥)를 집필하고 있다. (‘스페이스 보이’(スペースボーイ)라는 계정의 독자가 있다)]]) 카오루의 퇴직 이유를 알게 되고 주위의 협력을 우러러보면서 카오루를 응원하려고 어느 행동을 일으킨다.
- 와타나베 미유키 (NMB48 팀N 겸임) : 칸다 사키(神田 サキ) 역 - 오카여자대학원 3학년 B반, 아스카와 친구이며 배드민턴부 동료
배드민턴부 소속 시에는 에이스였다. 아스카로부터 카오루의 퇴직 이유를 들은 당시에는 관심이 없어서 협력하지 않았다.
- 야마우치 스즈란 : 시라사카 에리나(白坂 えりな) 역 - 오카여자학원 3학년 B반, 아스카와 친구이며 배드민턴부 동료
배드민터부 소속 시에는 매니저를 맡고 있었다.
- 카토 레나 : 시마무라 아야(島村 綾) 역
오카여자학원 3학년 B반, 아스카와 친구
- 오바 미나 : 사오토메 마미(早乙女 麻美) 역 - 사키의 중학교 시절 반 친구
고등학교 시절에는 사키에게 짓꿎은 짓을 했었다.
- 타케우치 미유 : 오쿠보 나츠미(大久保 夏海) 역 - 오카여자학원 3학년 B반
- 미네기시 미나미 : 와타세 미츠키(渡瀬 美月) 역[주 4] - 오카여자학원 3학년 B반, 아스카와 친구이며 배드민턴부 동료
뜻밖의 사고로 당하고 나서 등교 거부를 하게 됐다. 전하고 싶은 것이 있는 아스카와 그녀의 친구들과 만나지 못하고 거리를 두고 있다.
- 우메다 아야카 : 키쿠치 미카(菊池 実花) 역 - 오카여자학원 교사
카오루의 퇴직 후, 후임으로 아스카와 그녀의 친구들이 3학년 B반을 담당하게 됐다.
- 카시와기 유키 : 고토 미도리(後藤 翠) 역 - 오카여자학원 교사이며 배드민턴부 고문
학생이나 교사에 대해서 항상 상냥하게 대하며 주변으로부터의 호평이 좋다.
- 코지마 하루나 : 코미야마 카오루(小宮山 薫) 역 - 오카여자학원 교사, 아스카가 있는 3학년 B반 담임
교사 답지 않은 화려한 겉모습으로 언제나 높은 텐션으로 행동하며 학생들도 무관십하게 생각하며, 학생에게서 ‘우주인’이라는 별명을 받아서 미움 받고 있다. 병을 앓아서 남은 생명이 얼마남지 않은 것을 알게 되며, 그것을 계기로 학원을 돌연 은퇴하며, 그 후 한참 후 이 세상을 떠났다.

#### 그 외의 출연자
- 팀B : 이시다 안나(SKE48 팀KII 겸임), 이시다 하루카, 이치카와 미오리, 이와사 미사키, 오야 시즈카, 카타야마 하루카, 코지마 나츠키, 코모리 미카, 타나베 미쿠, 나카무라 마리코, 나토리 와카나, 노나카 미사토, 후지에 레이나, AKB48 연구생
- 아사쿠라 에리카
- A-Team academy, OFFICE101, 글로벌 엔터테인먼트 컬리지, 재팬 엔터테인먼트 아카데미

## 방송 일정
| 회차  | 방송일   | 방송 시간         | 부제목                              | 연출            |
| ----- | -------- | ----------------- | ----------------------------------- | --------------- |
| 제1야 | 2월 12일 | 새벽 12:18 ~ 1:13 | 恋と友情の物語 사랑과 우정 이야기   | 오츠카 쿄지     |
| 제2야 | 2월 12일 | 밤 11:58 ~ 12:53  | 姉妹の物語 자매 이야기              | 마츠바라 히로시 |
| 제3야 | 2월 13일 | 밤 11:58 ~ 12:53  | 教師と生徒の物語 교사와 학생 이야기 | 니시노 마키     |

### 내용주
1. ↑  이 날은 새벽과 심야 시간에 방영됐다.
2. ↑  “AKBINGO!”(닛폰 TV, TV 니가타) 2013년 2월 7일 방영, 방송 내에서 안내.
3. ↑  출연 당시는 코타니, 현재는 결혼으로 인해서 성이 미아키이다.
4. ↑  방송 전인 2013년 2월 1일에 연구생에서 격하했다.

### 참조주
1. 1 2  “So long! 番組公式サイト” (일본어). 日本テレビ. 2015년 10월 3일에 확인함.